# Suvi Do (Žagubica)
Suvi Do (Žagubica) (em cirílico: Суви До) é uma vila da Sérvia localizada no município de Žagubica, pertencente ao distrito de Braničevo, na região de Homolje. A sua população era de 1170 habitantes segundo o censo de 2002.

## Demografia
| 1948  | 1953  | 1961  | 1971  | 1981  | 1991  | 2002  | 2011  |
| ----- | ----- | ----- | ----- | ----- | ----- | ----- | ----- |
| 2 045 | 2 112 | 2 095 | 1 927 | 1 792 | 1 578 | 1 320 | 1 170 |